# Ламу (архіпелаг)
Архіпелаг Ламу — знаходиться в Індійському океані близько до північного узбережжя Кенії, до якої він і належить. Острови розташовані між містами Ламі і Кюнга, недалеко від кордону з Сомалі, і є частиною округу Ламу. Адміністративно Ламу відноситься до кенійської провінції Прибережна.
Найбільші з островів у архіпелазі є острови Пате, Манда і Ламу. Менші острови включають Ківаю, (який належить морському національному заповіднику Кюнга) і кілька маленьких острівців. Найбільшим населеним пунктом архіпелагу є містечко Ламу, яке входить до списку Всесвітньої спадщини ЮНЕСКО.
На архіпелазі є декілька археологічних та історичних місць великого значення, зокрема руїни міст Таква і Манда (острів Манда) та Шанга (острів Пате). Деякі з них були частково досліджені в останні роки, проливши світло на історію та культуру суахілі.
Острів вважається одним із найзахідніших портів, яких досяг великий китайський флот Чжен Хе. Прямих доказів його візиту не виявлено, хоча відомо, що він побував у Момбасі, далі вниз по узбережжю Кенії, приблизно в 1415 році.
На островах Манда та Ківаю розташовані аеропорти.

## Галерея

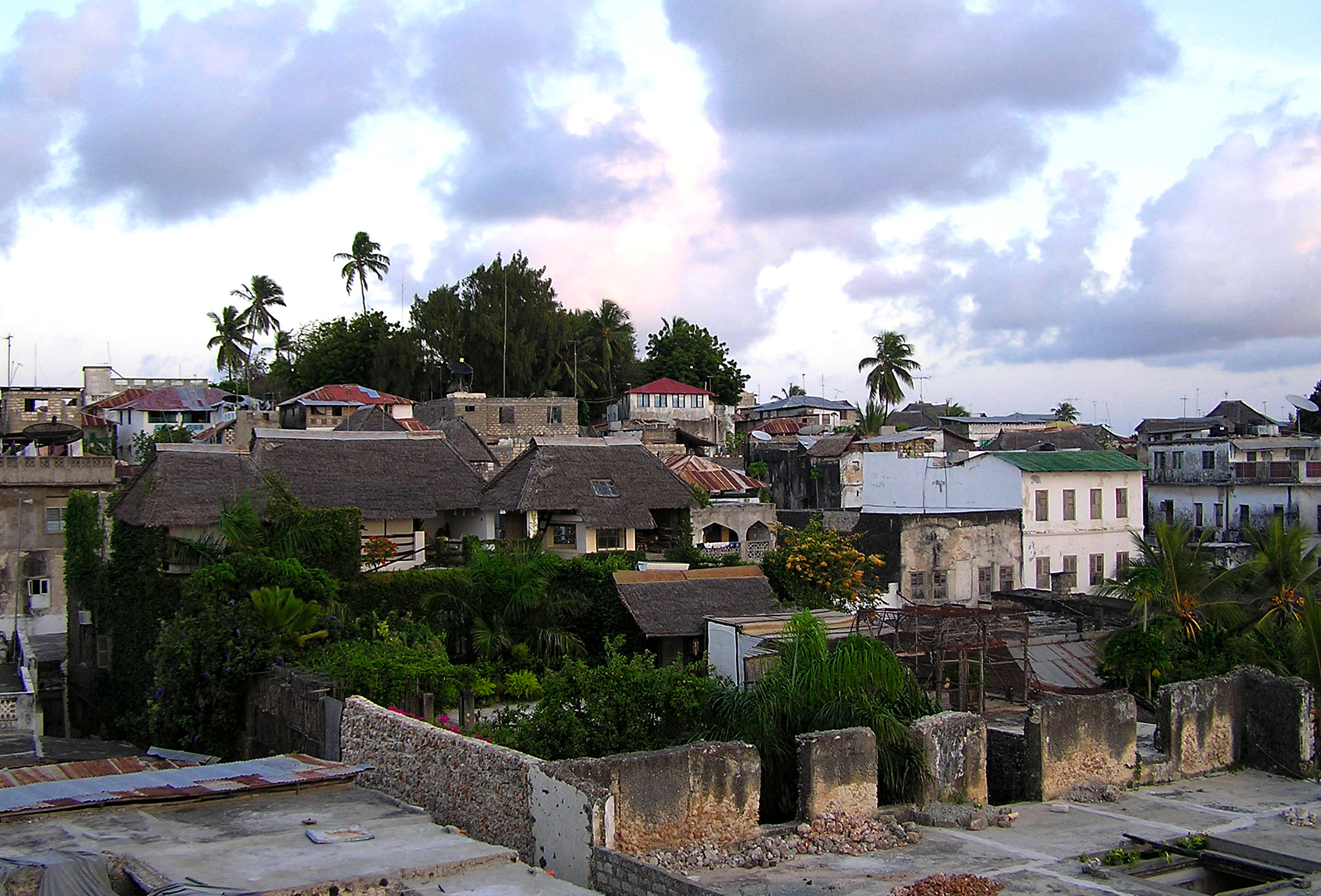
Місто Ламу
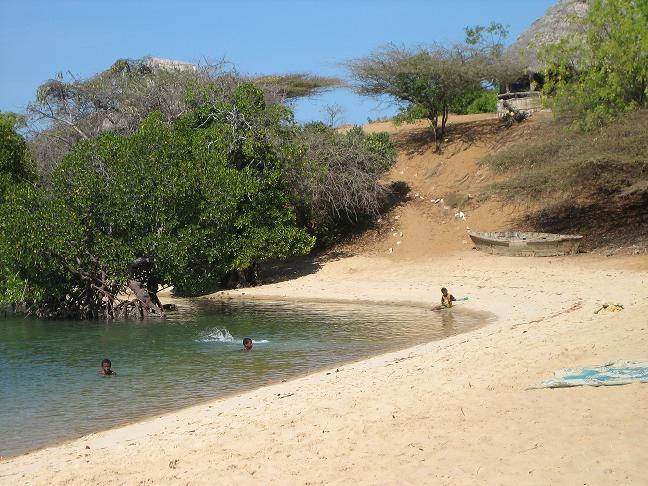
Захід острова Каваю
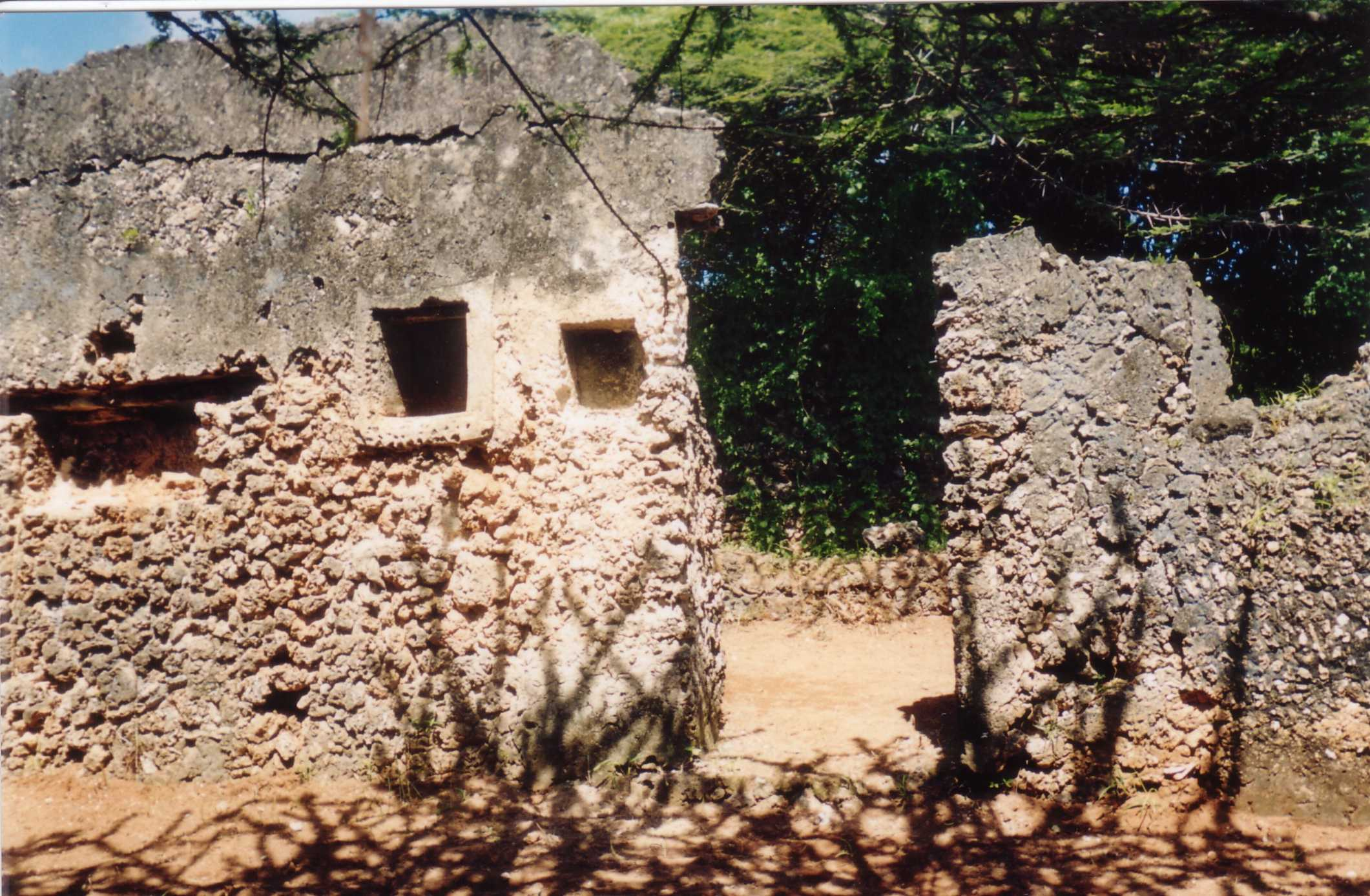
Руїни Такве на острові Манда
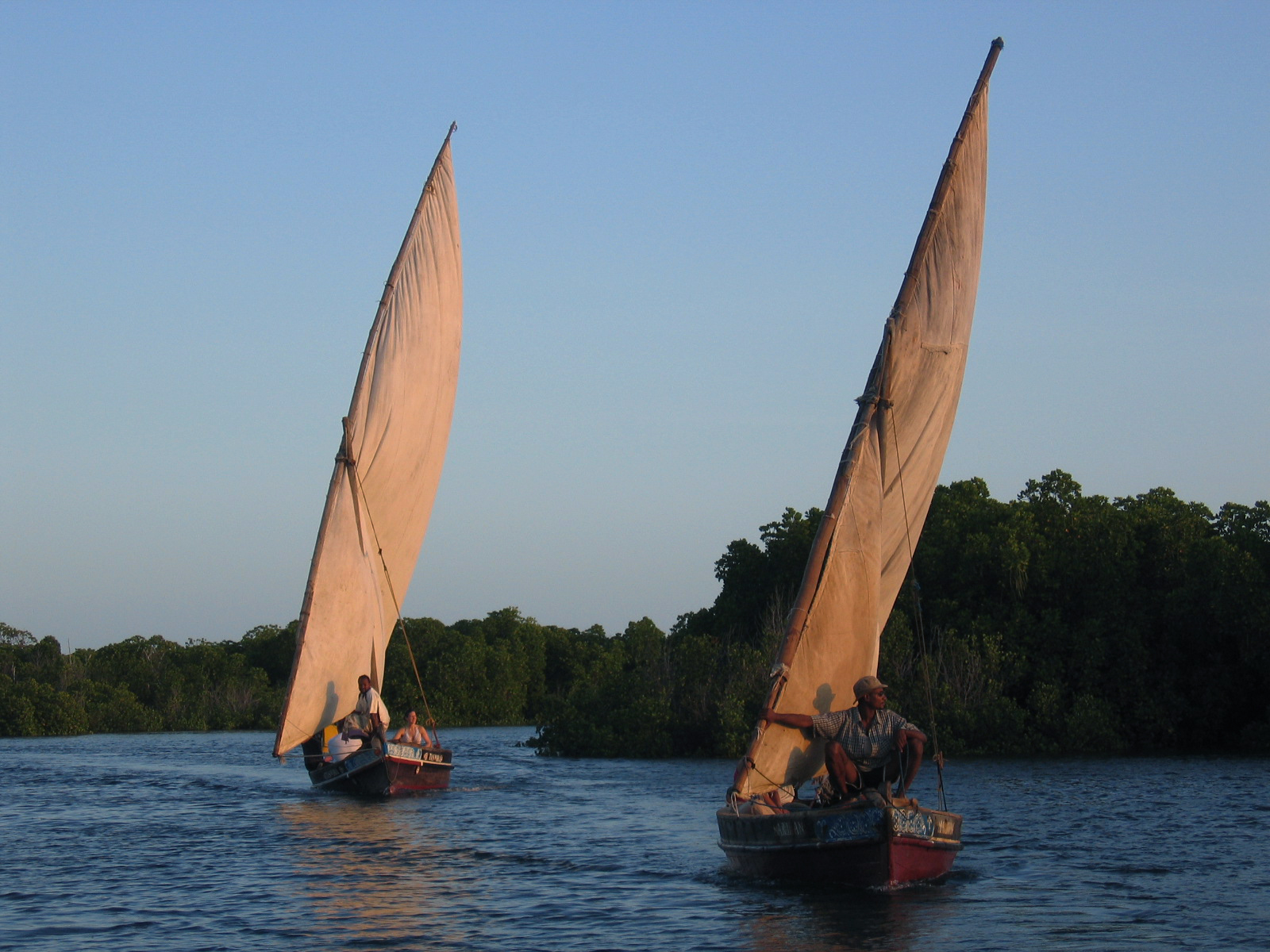
Дау, типічний для архіпелагу човен
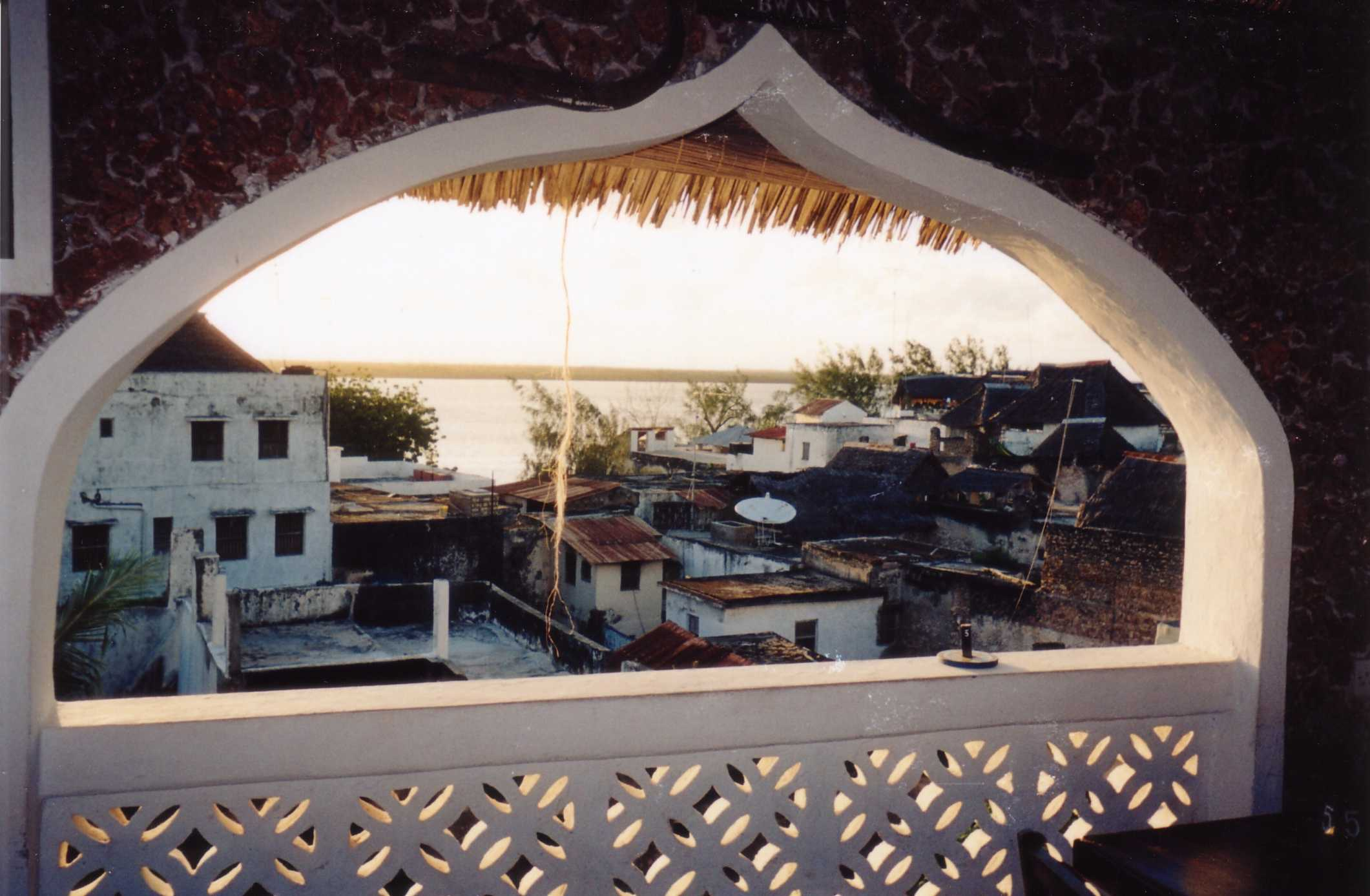
Вид на місто Ламу, на острові Ламу
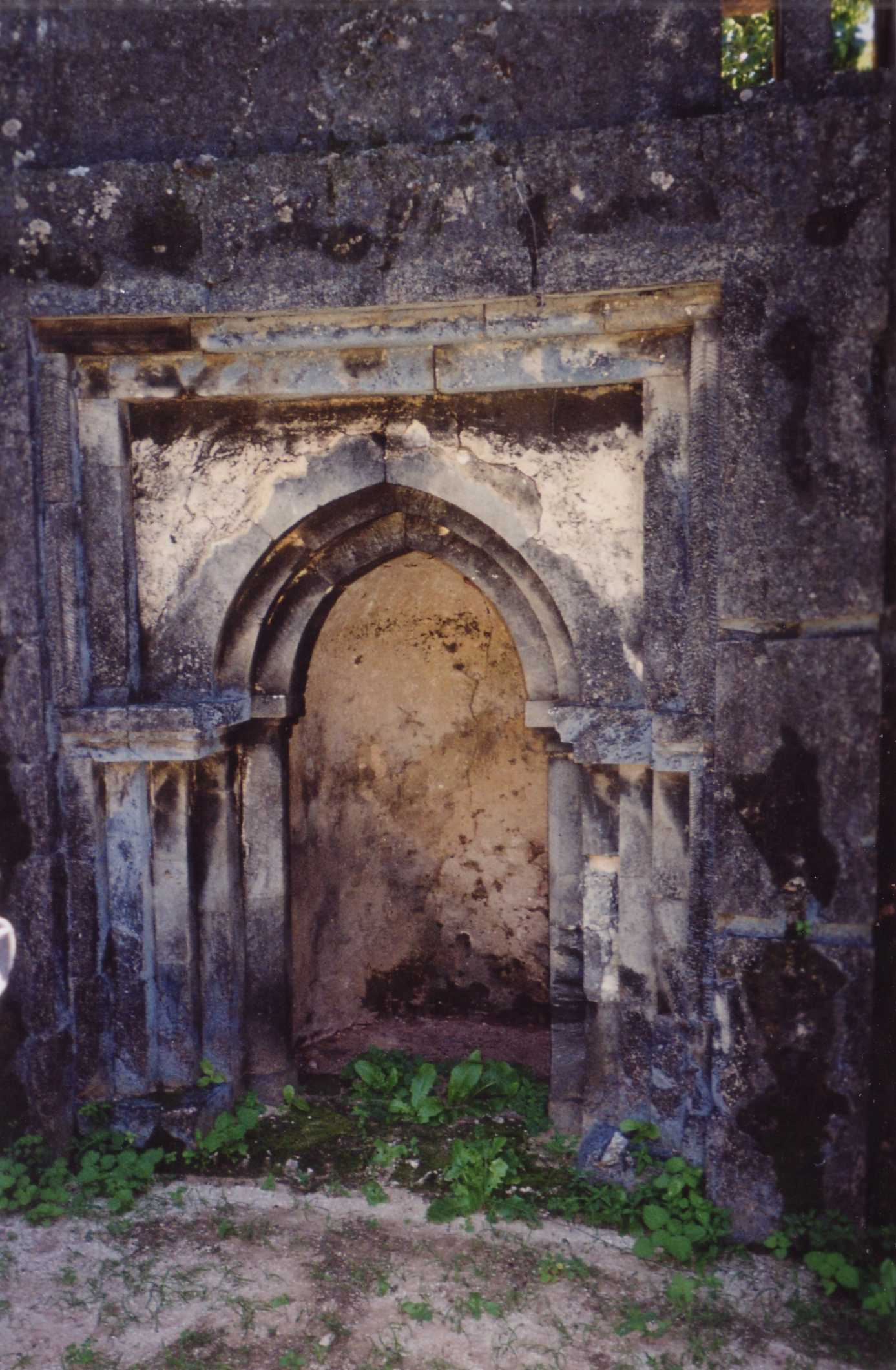
Руїни на острові Таква (Ще з  XVI століття)
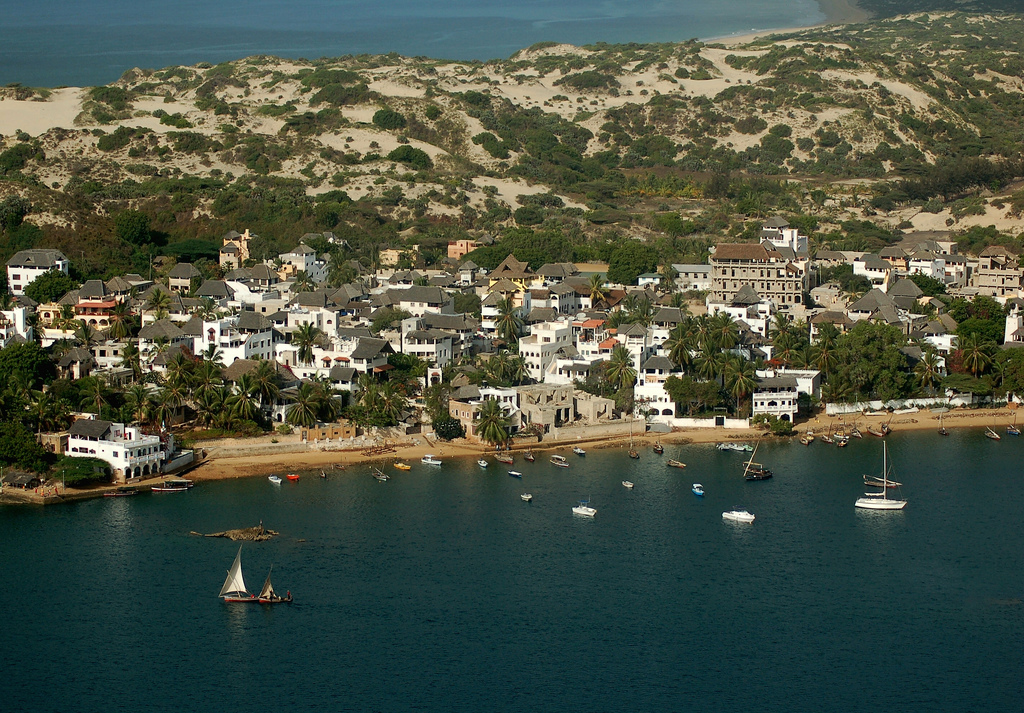
Острів Ламу виглядом з повітря